# Deportivo Puriscal
El Deportivo Puriscal es un equipo de fútbol aficionado de Costa Rica que juega en la Primera División de LINAFA, la tercera división de fútbol en el país.

## Historia
Fue fundado en el año 2023 en el cantón de Puriscal de la provincia de San José y es la reencarnación del desaparecido CD Puriscal, equipo que representó al cantón en la Segunda División de Costa Rica por más de 45 años consecutivos entre la década de los años 1960s y el año 2008, año en el que descendieron, desapareciendo dos años después. Y sucesor actual del UD Puriscal Club Fundado en el 2016 Pero el equipo desapareció con muchos misterios pero el club volvió con el nombre de Deportivo Puriscal en el año 2023 y en el año 2024 Ascendió a la Primera División de LINAFA,
El objetivo principal del club es retornar al menos a la Segunda División de Costa Rica, con lo que han realizado varias inversiones en sus programas de liga menor.
El equipo pierde la categoría en febrero de 2025, ya que por reglamento no llevó al representante de la Cuarta élite a la fecha programada por LINAFA y ante esto se le castigó con la pérdida de puntos y la pérdida de categoría para el resto de la Temporada 2024-2025.